# POMZ
La POMZ, POMZ-2 i la POMZ-2M (ПОМЗ, ПОМЗ-2, ПОМЗ-2М) són tres tipus de mines anti persona de pal de disseny i producció soviètic. La mina POMZ va ser utilitzada durant la Segona Guerra Mundial. Va ser reemplaçada per la POMZ-2, i més tard, per la POMZ-2M. Aquestes mines (i copies d'aquestes) van ser utilitzades en diversos conflictes, incloent la Guerra de Vietnam i la Guerra de Corea.

## Descripció
Les mines consistien en una petita càrrega de TNT en un tub petit cilindric amb una camisa de fragmentació. La camisa de fragmentació, consistia en grans fragments de metall en la part exterior, i es oberta per la part inferior, per acceptar la inserció d'una peça de fusta o plàstic, el pal de subjecció. Sobre la mina, es troba la capsula del temps, que cobria el detonador, el qual estava operat per un detonador de tipus MUV o VPF, tots aquests, de tipus de fil. La mina, podia ser programada per a detonar per la pressió o per la sortida de la pressió del fil.
La POMZ-2M disposava d'un detonador roscat, mentres que la POMZ-2 no ho disposava, el que feia que en algunes ocasions, el iniciador caigués sobre el detonador en cas que la mina es mogués molt. La POMZ-2 disposava de 6 línies de quadrats fragmentació, i la POMZ-2M només en disposava 5 línies de quadrats, i es lleugerament més curta.
La camisa de fragmentació produïa fragmentació irregular. El seu ràdi efectiu era de quatre metres quadrats en 360 graus, però un petit número de grans fragments podien seguir sent letals en distàncies bastant superiors a les normals.
Els pals de fusta solien podrir-se en climes tropicals, deixant la mina en una posició molt perillosa, en cas que estigués armada.

## Variants

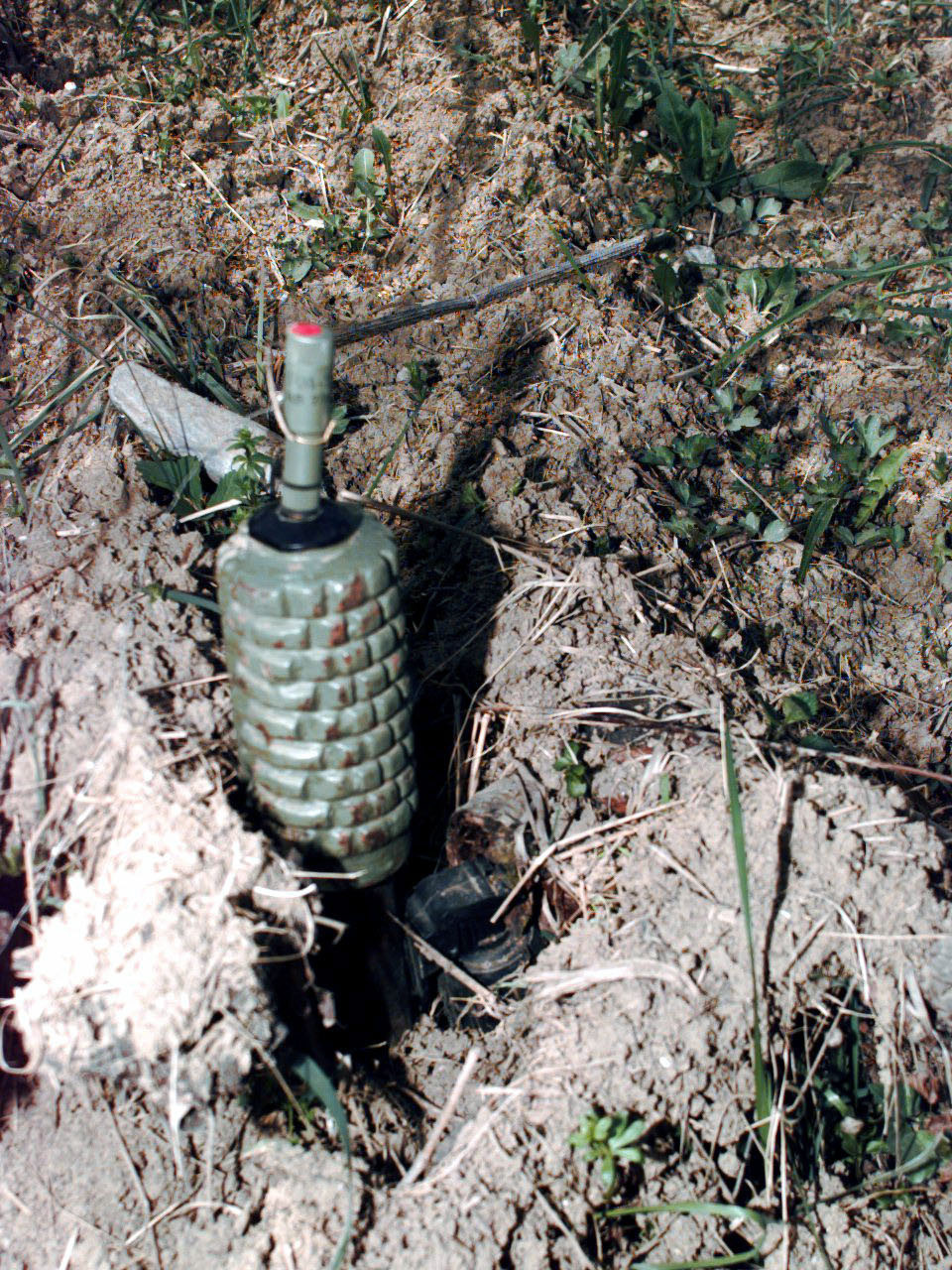
Còpia Iugoslava de la POMZ, la PMR-2A, en els Balcans en 1966

Dispossant d'una construcció simple, aquestes mines van ser molt copiades per altres països, fins i tot per algunes guerrilles, les quals feien copies no formals d'aquestes mines en petites zones de producció. Algunes de les seves còpies eren:
- Tipus 58 i Tipus 59, República Popular de la Xina (copies de la POMZ-2 i POMZ-2M respectivament)
- MAP i Model 15 (còpies de les POMZ-2 i POMZ-2M)
- PMR-1 i PMR-2A, Iugoslàvia
- PP Mi-SK, Txecoslovàquia (POMZ-2, amb un detonador RO-1)
- MM-1, Birmània (POMZ-2)
- MBV-78A1, Vietnam (POMZ-2)
- PMFH-1,PMFH-2, Cuba (copies de la POMZ-2)

## Especificacions
Aquestes són les especificacions de les mines POMZ-2 i la POMZ-2M, junt amb les seves diverses còpies:
- Diàmetre: 60 mm
- Alçada del cap:
  - POMZ-2: 130 mm
  - POMZ-2M: 107 mm
- Alçada del pal: 300 mm, però variaba bastant.
- Pes: 
  - POMZ-2: 2,3 kg
  - POMZ-2M: 1,8 kg
- Pes de la càrrega: 75 grams de TNT
- Detonador: Tipus MUV de corda de 2 o 5 kg de pressió.

## Envoltura
La POMZ-2M anaven envolicades en caixes de fusta rectangulars, les quals tenien unes pinces en cada punta de la caixa per a tancar-la. Aquesta caixa podia emmagatzemar vuit pals, vuit càrregues de 75 grams, un fil llarg per a la detonació, i vuit detonadors de tipus MUV.